# Arthur Goldreich
Arthur Goldreich (1929 – 24 de maig de 2011) va ser un pintor abstracte israeliano-sud-africà conegut per haver-se convertit en una de les principals figures del moviment anti-apartheid de Sud-àfrica al país on va néixer, i per ser molt crític amb la forma de sionisme practicat a Israel.

## Biografia

### Joventut
Goldreich va néixer a Johannesburg, Sud-àfrica, però va marxar a viure a Israel, on va participar en la Guerra araboisraeliana de 1948 com a membre del Palmach, l'ala militar d'elit de Haganà. Durant aquella època es va convertir en una de les figures més importants de l'Acadèmia Bezalel d'Art i Disseny de Jerusalem. El 1966 es va convertir en el cap del Departament de Disseny Industrial i Ambiental, el qual va ajudar a transformaro en un centre de disseny reconegut internacionalment.
A l'edat de 33 anys, Goldreich va tornar a Sud-àfrica, on es va convertir en un dels artistes més exitosos del país. El 1955 va guanyar el South Africa's Best Young Painter Award (Premi al millor artista jove sud-africà) per les seves figures en blanc i negre, però per al govern de Hendrik Verwoerd, era sospitós d'ajudar clandestinament en les operacions del moviment anti-apartheid.

### Militància anti-apartheid
Arthur Goldreich i Harold Wolpe, un advocat, van utilitzar els fons del Partit Comunista de Sud-àfrica (SACP) per comprar la granja Liliesleaf Farm, localització que es va convertir en punt de trobada pels líders del moviment anti-apartheid. Va ser allà on van ser detinguts bona part de la cúpula del Congrés Nacional Africà (ANC) el 1963 i que van ser jutjats al Judici de Rivonia. Goldreich i Wolpe també van ajudar a Umkhonto We Sizwe (MK), el braç armat de l'ANC, a decidir quins eren els millors llocs on es podien dur a terme accions de sabotatge, a més a més de redactar un codi disciplinari per a la guerrilla.
Wolpe, pare de Nicholas Wolpe, l'administrador de la nova Liliesleaf Trust, va ser arrestat poc després de la redada de Liliesleaf, on va ser empresonat Goldreich, juntament amb Ahmed Kathrada, Walter Sisulu, Billy Nair, i d'altres. Goldreich va ser confinat a la presó de Marshall Square.
Goldreich i Wolpe es van trobar a la presó amb Mosie Moola i Abdulhay Jassat, membres del Congrés Indi de Natal, partit aliat de l'ANC. Moola i Jassat havien estat aïllats, a més a més d'haver estat torturats (es creu que van ser els primers presos polítics torturats en una presó sud-africana).Finalment, els quatre homes, treballant conjuntament, van aconseguir subornar un guàrdia, que els va permetre escapar de la custòdia, fugint de la presó (Goldreich anava vestit de sacerdot).
Wolpe i Goldreich van passar molts dies amagant-se en els suburbis de Johannesburg per evitar que els capturessin. Finalment, van aconseguir conduir fins a Swazilàndia, des d'on van poder volar fins a Botswana, encara disfressats de sacerdots per evitar ser identificats per les autoritats colonials britàniques aliades amb el govern sud-africà (en aquell moment Swazilàndia encara no era independent).

### Crítica a Israel
Segons el diari The Guardian, Feb. 2006, Goldreich va viure a la ciutat de Hertseliyya. "Hi va haver un temps en què pensava que el jove estat jueu podria ser un bon exemple per al seu país de naixement. Tal com és, no obstant, Goldreich veu Israel més proper al règim blanc sud-africà que ell combatia. El govern israelià, diu, sembña estar més interessat en més territoris que en la pau, i en el camí el sionisme ha mutat.
"Goldreich parla del 'bantustanisme que veu en la política d'ocupació i separació', l'horrible racisme de la societat israeliana en la manera en què el gabinet de ministres aboga per fer marxar als àrabs, i la 'brutalitat i la inhumanitat que s'imposa en l'ocupació de territoris de Palestina'. 'No trobes horrible, que la població d'aquest estat, que només existeix per la derrota del feixisme i el nazisme a Europa, i en el conflicte en el qual van morir sis milions de jueus només perquè eren jueus, no és horrible que en el seu lloc hi hagi gent que digui aquestes coses i fagi aquestes coses?' preguntava."